# 堆積学
堆積学（たいせきがく、英語: sedimentology）とは地球科学のうち、堆積物の形成過程やその性質について研究する分野のことである。堆積物に対する風化作用、運搬作用、沈積作用、続成作用などをもとに、地球環境の考察を行っていく。結果は「石油、天然ガス、石炭などのエネルギー資源の探査」「開発などに伴う自然環境の変化」「自然災害の予測と軽減などに関係する学問体系の基礎」など多方面に活用され、地質学の中でも基礎的な領域に位置している。近年は堆積地質学（たいせきちしつがく、英語: sedimentary geology）と呼ばれることも多い。1970年代から1980年代でのシーケンス層序学の発展に伴い、堆積学と層序学との距離が縮まっている。

## 歴史
『堆積学』の用語提唱は 1929年八木次男によるもので、1932年の英語の “Sedimentology” の提唱よりも早かった。近代地質学の中では層序学の一部であり、独立した分野として確立したのは1960年頃である。研究者の岡田博有は以下の様に日本における堆積学の歴史を分けている。
成立期 （1914-1949）
沈積と堆積の用語の双方が用いられる。現在の「堆積岩」は「沈殿岩」とも呼ばれていた。
- 1949年 坂本峻雄（東京大学教授）が「堆積」の用語を用い研究が盛んになる。

発展期（第一期）
層序学や古生物学研究者による堆積相、堆積作用、堆積環境などの研究が活発化し、世界に先駆け『堆積学』の用語が定着した。
- 1950年 井尻正二[8]は、堆積学を地質学の現在科学的基礎分野として位置づけた[2]。
- 1951年 『漣痕』[9]発刊。
- 1952年 『堆積學研究』[10]発刊。
- 1957年 「堆積學研究会」設立[2]

発展期（第二期）
- 1968年 「堆積学連絡会」発足[2]
- 1969年 「堆積学連絡会報」発刊[11]

発展期（第三期）

## 履歴解析の手法例
例えば年代特定を行う際は堆積物中から分析目的に合致した元素を取り出し、元素やイオンの含有比率や同位体比律を分析する。また、化石化した遺骸を取り出し古環境の推定に用いる。
イオンの例堆積物中の水溶性イオンの分析により津波浸水域であるかの判別
C （炭素）炭素14 (14C)
Be （ベリリウム）同位体の10Beおよび7Beと鉛の同位体210Pbの存在比率により、地層の堆積物の輸送がどのようなイベントで生じたのか、つまり「ゆっくりと安定した堆積なのか」「河川の氾濫や洪水、嵐による急激な堆積なのか」などを調べることが可能である。